# 下野谷遺跡公園
下野谷遺跡公園（したのやいせきこうえん）は、東京都西東京市東伏見六丁目4にある歴史公園である。国の史跡に指定された縄文時代の下野谷遺跡を保存・公開している。

## 概要

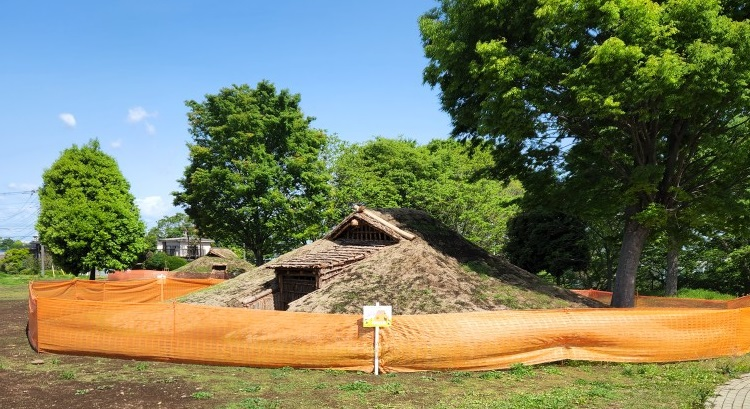
竪穴建物（復元）

下野谷遺跡は武蔵野台地を東西に流れる石神井川の右岸に面した双環状集落である。古くから遺跡の存在は知られていたが、1970年代の本格発掘調査とその後の調査により大規模な縄文時代集落であることが判明し、西東京市教育委員会により2007年（平成19年）に一部が公有地化され、下野谷遺跡公園として整備されるに至った。
公園内には竪穴建物の復元・出土状況の復元・土層の堆積状態を表す土層模型があり、また公園中央部には子供の遊びの場として「原っぱ広場」が整備されている。縄文時代の集落の学習を目的にクリやクルミの木も植えられている。

## イベント
この公園が位置する西東京市は「成立から日が浅く、住民同士のつながりが薄れ、地域のアイデンティも希薄である」という問題点を抱えていたため、この公園を活用して未来につなげる取り組みが行われている。そこで、「縄文の森の秋まつり」が開催されている。この祭りでは「火起こし」「どんぐり試食」などの体験ブースと、「出土遺物のパネル展示」などの展示・発表ブースが設営されている。

## アクセス
西武新宿線東伏見駅の南口から青梅街道方面へ約400mの位置に存在する。近くには都立武蔵関公園や東伏見稲荷神社がある。